# خوسيه ماريا نونيز كارمونا
خوسيه ماريا نونيز كارمونا (بالإسبانية: José María Núñez Carmona)‏ هو رائد أعمال أرجنتيني، ولد في القرن العشرين.